# Anna Clyne
Anna Clyne (* 9. März 1980 in London) ist eine englische Komponistin, die heute in den Vereinigten Staaten lebt.

## Leben
Clyne begann bereits als Kind Musik zu schreiben und vollendete ihre erste Komposition im Alter von elf Jahren. Sie studierte an der University of Edinburgh. Dort erlangte sie einen Bachelor of Music Abschluss mit besonderer Auszeichnung. Später studierte sie an der Manhattan School of Music und schloss mit einem MA in Musik ab. Ihre Lehrer waren unter anderem Marina Adamia, Marjan Mozetich und Julia Wolfe.
Clyne war von 2008 bis 2010 Leiterin des „Making Score“-Programms der New York Youth Symphony, welches sich an junge Komponisten richtet. Im Oktober 2009 wurden Clyne und Mason Bates zu  Co-Composers in Residence beim Chicago Symphony Orchestra (CSO) ernannt. Nach ihrer Zeit beim CSO wurde Clyne Composer in Residence für das Orchestre national d'Île-de-France und von 2014 bis 2016 für das Baltimore Symphony Orchestra.
Clyne war 2015 mit ihrem Doppel-Violin-Konzert Prince of Clouds für den Grammy Award for Best Contemporary Classical Composition nominiert. Des Weiteren gewann sie zahlreiche prestigeträchtige Preise, wie zum Beispiel 2010 den Charles Ives Preis der American Academy of Arts and Letters und 2016 den Hindemith-Preis.

## Werke (Auswahl)
| - Abstractions für Orchester (2016) - RIFT für Orchester (2016) - This Midnight Hour für Orchester (2015) - The Seamstress für Violine und Orchester (2014–2015) - Rest These Hands für Kammerorchester (2014) - Masquerade für Orchester (2013) - Night Ferry für Orchester (2012) - Prince of Clouds für zwei Violinen und Orchester (2012) - Within Her Arms für Streichorchester (2008–2009) - “rewind” for orchestra (2005–2006) - Just As They Are for amplified ensemble and pre-recorded audio (2015) - A Wonderful Day for amplified ensemble and pre-recorded audio (2013) - Primula Vulgaris für Streichquartett (2010) - Shadow of the Words für Streichquartett(2010) - The Violin für Streichensemble (2009) - 1987 für Ensemble (2008) - Beware Of für Flöte, Harfe, Viola und Aufnahme (2007) - Next.Stop für Ensemble Band (2007) - Roulette für Streichquartett (2007) - Paint Box for amplified cello with guitar amp, music box and pre-recorded audio (2006) - Steelworks for flute, bass clarinet, percussion and tape (2006) | - Secret Garden for drum set and tape (2013) - Rest These Hands für Violoncello solo (2009) - Rest These Hands für Violine solo (2009) - On Track für Klavier und Aufnahme (2007) - Rapture für Klarinette und Aufnahme (2005) - Choke for Baritonsaxophon (oder Bassklarinette) und Aufnahme (2004) - Fits + Starts für verstärktes Violoncello und Aufnahme (2003) - This Lunar Beauty für Sopran, gemischtes Ensemble und vorher aufgenommene Klänge (2015) - Pocket Book LXV für 8 Stimmen (2015) - Pocket Book VIII für 8 Stimmen (2015) - As Sudden Shut für 3 weibliche Stimmen und Ensemble (2012) - Blush für Bariton, Laptop und Kammerensemble (2007) |